# ويليام أولدفيلد
ويليام أولدفيلد (بالإنجليزية: William Oldfield)‏ هو نقابي وسياسي بريطاني (وحمل سابقاً جنسية المملكة المتحدة لبريطانيا العظمى وأيرلندا)، ولد في 1881، وتوفي في 1961. كان ناشطاً حزبياً، حيث عمل في حزب العمال، عضو برلمان واتحاد نقابة عمال

في بداياته كان أولدفيلد عامل قطن، وعمل أميناً لمجلس تجارة القطن، كما عمل رئيساً لجمعية غزل القطن. كان عضواً في مجلس مدينة مانشستر في الفترة بين عامي 1928 و1945 وعضو مجلس ألدرمان بين عامي 1945 و19961.
رشّح لتمثيل دائرة مانشستر غورتون الانتخابية في دورة الانتخابات الفرعية عام 1942 بعد ترقية وليام ويدجوود بين ليصبح من النبلاء، وانتُخب دون معارضة واستمر ممثلاً لهذه الدائرة في البرلمان حتى عام 1955.

## مناصب
- في الانتخابات الفرعية في مجلس العموم البريطاني [الإنجليزية]‏، انتخب عضو برلمان المملكة المتحدة الـ37 عن دائرة مانشستر غورتون (11 مارس 1942 – 15 يونيو 1945).
- في الانتخابات العامة في المملكة المتحدة 1945 [الإنجليزية]‏، انتخب عضو برلمان المملكة المتحدة الـ38 عن دائرة مانشستر غورتون (5 يوليو 1945 – 3 فبراير 1950).
- في الانتخابات العامة في المملكة المتحدة 1950 [الإنجليزية]‏، انتخب عضو برلمان المملكة المتحدة الـ39 عن دائرة مانشستر غورتون (23 فبراير 1950 – 5 أكتوبر 1951).
- في الانتخابات العامة في المملكة المتحدة 1951 [الإنجليزية]‏، انتخب عضو برلمان المملكة المتحدة الـ40 عن دائرة مانشستر غورتون (25 أكتوبر 1951 – 6 مايو 1955).